# Tryg
Tryg est une compagnie d'assurance danoise.

## Histoire
En décembre 2017, Tryg annonce l'acquisition d'Alka Forsikring, compagnie d'assurance danoise spécialisée dans l'assurance dommage, pour 1,31 milliard de dollars.
En novembre 2020, Intact, une entreprise canadienne, et Tryg, annoncent l'acquisition de RSA Insurance Group pour 7,2 milliards de livres. L'opération scinde les activités de RSA, Intact Financial reprend les activités internationales et Tryg reprend les activités norvégiennes et suédoises, les deux reprennent à part égale les activités au Danemark. Tryg participe à hauteur de 4,2 milliards et Intact à hauteur de 3 milliards.